# 寨里犬屬
寨里犬屬（學名Chailicyon）是一類已滅絕的细齿兽科，化石出土於中國山西省。